# سبارتاكوس: آلهة الحلبة
سبارتاكوس: آلهة الحلبة (بالإنجليزية: Spartacus: Gods of the Arena)‏ هو مسلسل تم إنتاجه في الولايات المتحدة. بدأ عرضه في سنة 2011. وتبلغ مدة الموسم كاملا 300 دقيقة. تم بث المسلسل لأول مرة بتاريخ 21 يناير 2011 بينما تم بث آخر حلقة منه بتاريخ 25 فبراير 2011.

## بطولة
- جون هانا
- مانو بينيت
- باتريك مينساه
- لوسي لوليس

## القصة
ملامح السلسلة المصغرة هو التاريخ الدموي لبيت باتياتوس في مدينة كابوا قبل وصول سبارتاكوس. أصبح باتياتوس مسؤولاً عن (اللودس: هو مركز تدريب المصارعين) عندما تولى الإدارة من والده. لديه طموحات الخروج من ظل والده من خلال السعي للأعتراف باسمه وتحقيق المزيد من العظمة لمنزله.
وتقف إلى جانبه زوجته الجميلة (لوكريشيا) التي سوف تساعد زوجها على تحقيق طموحاته، مهما كانت التكلفة.
باتياتوس يضع كل حظوظه على الرجل الذي سيكسبه الشهرة والمجد، وأفضل مصارع لديه، المحارب الكلتي غانيكوس؛ الذي لديه المهارات في قبض السيوف المزدوجة؛ ومع ذلك، أولئك الذين يعارضون باتياتوس وأبطاله كابوا سيعارضونه في مواجهة خطرة ومحدقه بهم.

## الإنتاج
بدأ الإنتاج في نيوزيلندا في 2010 وظهرت الفرصة عندما توقفت الموسم الثاني من سبارتاكوس حين تشخيص الممثل الرئيسي وهو أندي ويتفيلد بالمرحلة المبكرة من سرطان الغدد لمفومة لاهودجكينية.

## وصلات خارجية
- الموقع الإلكتروني
- سبارتاكوس: آلهة الحلبة على موقع IMDb (الإنجليزية)
- سبارتاكوس: آلهة الحلبة على موقع ميتاكريتيك (الإنجليزية)
- سبارتاكوس: آلهة الحلبة على موقع روتن توميتوز (الإنجليزية)
- سبارتاكوس: آلهة الحلبة على موقع كينوبويسك (الروسية)
- سبارتاكوس: آلهة الحلبة على موقع ألو سيني (الفرنسية)